# Zalmsnip
De Zalmsnip is de benaming voor de op 1 januari 1998 door het Kabinet-Kok II ingevoerde lastenverlichting van 100 gulden (omgerekend € 45,38) per huishouden per jaar.
Wegens een begrotingsoverschot besloot de toenmalige minister van Financiën, Gerrit Zalm, deze korting op de lokale lasten toe te passen. De gemeenten waren verantwoordelijk voor de uitvoering van deze maatregel. De meeste gemeenten kozen voor het vermelden van de korting op de aanslag OZB. Een aantal gemeenten koos voor een andere wijze zoals verlagen van de afvalstoffenheffing of het rioolrecht.
Uiteindelijk gingen meer en meer gemeenten over op het niet meer uitkeren van de Zalmsnip, waarna deze, per 5 februari 2005, is afgeschaft.
De naam is een samentrekking van de naam van de minister en de populaire benaming voor een bankbiljet van 100 gulden, de snip.